# Напалков, Валентин Васильевич
Валентин Васильевич Напалков  (30 июля 1941 — 20 октября 2021) — математик, доктор физико-математических наук, профессор (1980), член-корреспондент РАН (1991; член-корреспондент АН СССР с 1990), академик Академии наук Республики Башкортостан с 1991 года.

## Биография
Напалков Валентин Васильевич родился 30 июля 1941 года в городе Горький. В 1964 году окончил Горьковский государственный университет. После окончания университета Напалков учился в аспирантуре Московского Энергетического института (1966—1969) и в 1970 году защитил там кандидатскую диссертацию.
С 1964 года работал в университете ассистентом, старшим преподавателем. После аспирантуры в Уфе с 1971 года — младшим, старшим научным сотрудником, заведующим сектором Отдела физики и математики БФАН СССР.
В 1977 году Напалков защитил докторскую диссертацию по теме «Уравнения свертки в многомерных пространствах» в Математическом институте им. В. А. Стеклова в Москве.
С 1988 года Напалков — директор Института математики с ВЦ БНЦ УрО АН СССР, с 1993 года — директор Института математики с ВЦ Уфимского научного центра РАН; одновременно он заведует кафедрой теории функций и функционального анализа (с 1987 года) Башкирского государственного университета и кафедрой специальных глав математики Уфимского авиационного университстета. С 2006 года Напалков — академик-секретарь Отделения физико-математических и технических наук АН РБ.
Научные интересы Напалкова — теории функций комплексных переменных. Он получил важные результаты в теории уравнений свёртки в многомерных пространствах, фундаментальные результаты по теории аналитических функций многих комплексных переменных, внес вклад в разработку теории гиперфункций, создал новый метод исследования уравнений свёртки в многомерных пространствах.
Напалков является основателем и руководителем уфимской научной школы по теории функций и функциональному анализу, принимал участие в организации Академии Наук РБ (входит в число 10 учредителей Академии), является основателем и главным редактором журнала «Уфимский математический журнал».
Скончался 20 октября 2021 года на 81 году жизни.

## Ученики
Среди учеников Напалкова — 7 докторов и 20 кандидатов наук.

## Звания и награды
Медаль ордена «За заслуги перед Отечеством» II степени (1999).

## Работы
Напалков является автором более 100 научных работ и семи авторских свидетельств.
- Уравнение свертки в многомерных пространствах. М., 1982.
- Комплексный анализ и уравнения свертки // Успехи математических наук. 1992. Т. 47, № 6. С. 3-85 (соавтор).
- Фундаментальный принцип Эйлера для дискретных разностных операторов // Доклады РАН. Т. 390, № 5. С. 599—601.
- О некоторых свойствах субгармонических и целых функций нулевого порядка // СМФН. 2007. Т.25. С.88-101 (в соавторстве с Таровым В. А.).
- Операторы Данкла как операторы свертки //Доклады РАН. 2008. Т.423. № 3. С.300- 302 (в соавторстве с Напалковым В. В.(мл.)).